# تامارا د آندا
تامارا د آندا (انگلیسی: Tamara De Anda؛ زادهٔ ۶ اوت ۱۹۸۳) روزنامه‌نگار اهل مکزیک است.
وی همچنین برندهٔ جوایزی همچون ۱۰۰ زن بی‌بی‌سی شده‌است.